# Craterul Saarijärvi
Craterul Saarijärvi este o structură de impact care este acoperită în cea mai mare parte de un mic lac cu același nume. Acesta este situat la aproximativ 40 km sud de orașul Taivalkoski, Ostrobotnia de Nord, Finlanda. 

## Date generale
Originea structurii a fost confirmată în 1997, când a fost descoperit cuarț șocat de către o companie minieră în timp ce căuta diamante în regiune. Mai târziu, un geolog amator, Jarmo Moilanen, a descoperit, de asemenea, conuri distruse în cadrul structurii de impact. Saarijärvi este singura structură de impact, acceptată în prezent, din Scutul Fenoscandic, formată în complexul granitoid  arhean.
Cea mai mare parte a structurii de impact este acoperită de un depozit sedimentar, care ajunge la o grosime de aproximativ 156 m în centru. Structura de impact are un diametru de aproximativ 1,5 km, dar conurile distruse au fost descoperite într-o zonă de circa 2,2 km în diametru. Vârsta structuarii nu a fost determinată, dar cele mai vechi sedimente sunt din perioada Ediacaran, adică acum aproximativ 600 milioane de ani.